# 环境全球化

A recreation of the ECOLOGY symbol used in early Earth Day materials.

环境全球化是指有关环境保护的国际协调惯例和法规（通常是以国际条约的形式）。环境全球化的其中一个例子是制定了一系列的国际热带木材协定条约（1983年条约、1994年条约、2006年条约），并由此建立了国际热带木材组织，促进了热带森林的可持续管理。环境全球化通常会得到非政府组织和发达国家政府的支持，但却会遭到发展中国家政府的反对，因为发展中国家认为一系列的环保举措会阻碍其经济的发展。

## 定义和特征
Karl S. Zimmerer 将其视为“在全球组织的管理机构、知识系统和监测以及针对资源、能源和保护问题的协调战略中会起到不断增强的作用”。Alan Grainger写道，它可以被理解为“在常规环境管理实践中空间一致性和满足感在不断增强”。 Steven Yearley 则将这一概念称为 "环境问题全球化"。Grainger 还引用了 Clark（2000 年）的一项研究，他指出此研究是对这一概念的早期论述，并区分了环境全球化的三个方面："能源、材料和生物的全球流动、全球环境理念的形成和全球接受，以及环境治理"（与全球环境有关的机构网络不断扩大）。
环境全球化与经济全球化相关，因为全球范围内的经济发展对环境产生了非常大的影响，这也是众多组织和个人所关注的问题。虽然经济全球化会对环境产生影响，但这些影响不应与环境全球化的概念相混淆。在某些方面，特别是当经济全球化被描述为是“鼓励贸易”的举措，而环境全球化却被描述为是“有利于环境但阻碍贸易”的举措时，环境全球化与经济全球化是相互对立的。因此，环保主义者也许会反对经济全球化，但却会提倡环境全球化。

## 历史
Grainger 从国际环保倡议协议的角度讨论了环境全球化问题。他认为，现代环境全球化的前身可以追溯到殖民时期的科学林业（研究如何创造和恢复森林）。促进环境全球化的现代举措包括 1972 年的联合国人类环境会议、20 世纪 80 年代世界银行提出的开展项目的同时需要保护土著人民和生物多样性的要求。此类举措的其他例子包括《国际热带木材协定》系列条约（1983年条约、1994年条约、2006年条约）等。因此，经济全球化、政治全球化和文化全球化等主要形式的全球化在 19 世纪就已十分强大，而环境全球化则不同，它是一种较新的现象，在 20 世纪下半叶才真正开始。同样，Steven Yearley指出，正是在那个时期，环境保护运动开始在国际范围内组织起来，聚焦于全球层面的问题（第一个世界地球日兴起于 1970 年）。

## 支持者与反对者
Grainger 认为，环境全球化（以利于环境的国际倡议的形式）通常得到各种非政府组织和发达国家政府的支持，而会遭到发展中国家（77 国集团）政府的反对，他们认为支持环境的倡议会阻碍其经济发展。政府对环境全球化的抵制具体表现为政策上含糊不清（例如，一些国家签署了有利于环保的国际条约并在其国内也通过了有利于环保的法律，但随后却不执行这些条约和法律），以及在联合国等论坛上集体抵制那些将在全球范围内引入更强有力的法规或新机构来监督环境问题的项目（例如，在 1992 年地球峰会期间反对森林保护协议，使得该协议最终从一套具有约束力的森林法则降级为一套不具约束力的森林法则）。
世界贸易组织也受到了“更专注经济全球化（贸易自由化）而忽视了环境保护”的批评，因为环境保护被视为阻碍贸易。Steven Yearley表示，世贸组织不应被称为“反环境”组织，但它的决定会对全球环境产生重大影响，这些决定主要是基于经济方面的考量，而环境方面的考量则处在次要位置。

## 另请参阅
- 自然环境
- 联合国气候变化框架公约
- Category:國際環境組織
- 世界环境日

1. 1 2 3  Karl S. Zimmerer.  [全球化与新的保护地理]. University of Chicago Press. 2006: 1. ISBN 978-0-226-98344-8 （英语）.
2. 1 2  Alan Grainger.  [环境全球化与热带森林]. Jan Oosthoek; Barry K. Gills  (编).  [环境危机的全球化]. 劳特利奇. : 54. ISBN 978-1-317-96896-2 （英语）.
3. ↑  Steve Yearly.  [全球化与环境]. George Ritzer  (编).  [布莱克威尔全球化指南]. 约翰威立. : 246. ISBN 978-0-470-76642-2 （英语）.
4. 1 2  Grainger, Alan.  [环境全球化].  [威利-布莱克威尔全球化百科全书]. 约翰威立. ISBN 9780470670590. doi:10.1002/9780470670590.wbeog170 （英语）.
5. ↑  John Benyon; David Dunkerley.  [全球化：读本]. 劳特利奇. : 54. ISBN 978-1-136-78240-4 （英语）.
6. 1 2  Steve Yearly.  [全球化与环境]. George Ritzer  (编).  [布莱克威尔全球化指南]. 约翰威立. : 240. ISBN 978-0-470-76642-2 （英语）.
7. ↑  Betty Dobratz; Lisa K Waldner; Timothy Buzzell.  [权力、政治与社会：政治社会学导论]. 劳特利奇. : 346. ISBN 978-1-317-34529-9 （英语）.
8. ↑  Alan Grainger.  [环境全球化与热带森林]. Jan Oosthoek; Barry K. Gills  (编).  [环境危机的全球化]. 劳特利奇. : 57. ISBN 978-1-317-96896-2 （英语）.
9. 1 2  Alan Grainger.  [环境全球化与热带森林]. Jan Oosthoek; Barry K. Gills  (编).  [环境危机的全球化]. 劳特利奇. : 58. ISBN 978-1-317-96896-2 （英语）.
10. 1 2 3  Alan Grainger.  [环境全球化与热带森林]. Jan Oosthoek; Barry K. Gills  (编).  [环境危机的全球化]. 劳特利奇. : 59. ISBN 978-1-317-96896-2 （英语）.
11. 1 2 3  Alan Grainger.  [环境全球化与热带森林]. Jan Oosthoek; Barry K. Gills  (编).  [环境危机的全球化]. 劳特利奇. : 61. ISBN 978-1-317-96896-2 （英语）.
12. ↑  Peter N. Stearns.  [世界历史中的全球化]. 劳特利奇. : 159. ISBN 978-1-135-25993-8 （英语）.
13. 1 2  Alan Grainger.  [环境全球化与热带森林]. Jan Oosthoek; Barry K. Gills  (编).  [环境危机的全球化]. 劳特利奇. : 60. ISBN 978-1-317-96896-2 （英语）.
14. 1 2 3  Alan Grainger.  [环境全球化与热带森林]. Jan Oosthoek; Barry K. Gills  (编).  [环境危机的全球化]. 劳特利奇. : 62. ISBN 978-1-317-96896-2 （英语）.
15. 1 2  Alan Grainger.  [环境全球化与热带森林]. Jan Oosthoek; Barry K. Gills  (编).  [环境危机的全球化]. 劳特利奇. : 63. ISBN 978-1-317-96896-2.
16. ↑  Steve Yearly.  [全球化与环境]. George Ritzer  (编).  [布莱克威尔全球化指南]. 约翰威立. : 247. ISBN 978-0-470-76642-2.
17. ↑  Steve Yearly.  [全球化与环境]. George Ritzer  (编).  [布莱克威尔全球化指南]. 约翰威立. : 248. ISBN 978-0-470-76642-2 （英语）.
18. ↑  Steve Yearly.  [全球化与环境]. George Ritzer  (编).  [布莱克威尔全球化指南]. 约翰威立. : 250. ISBN 978-0-470-76642-2 （英语）.